# Victor von Eckhardt
Victor Eckhardt von Eckhardsburg (* 28. August 1864 in Rastatt; † 13. Juli 1946 in Perchtoldsdorf bei Wien) war als Victor von Eckhardt ein spätimpressionistischer Maler und Graphiker von Tieren, Landschaften und Militaria. Er war stark vom Tiermaler Heinrich von Zügel beeinflusst.

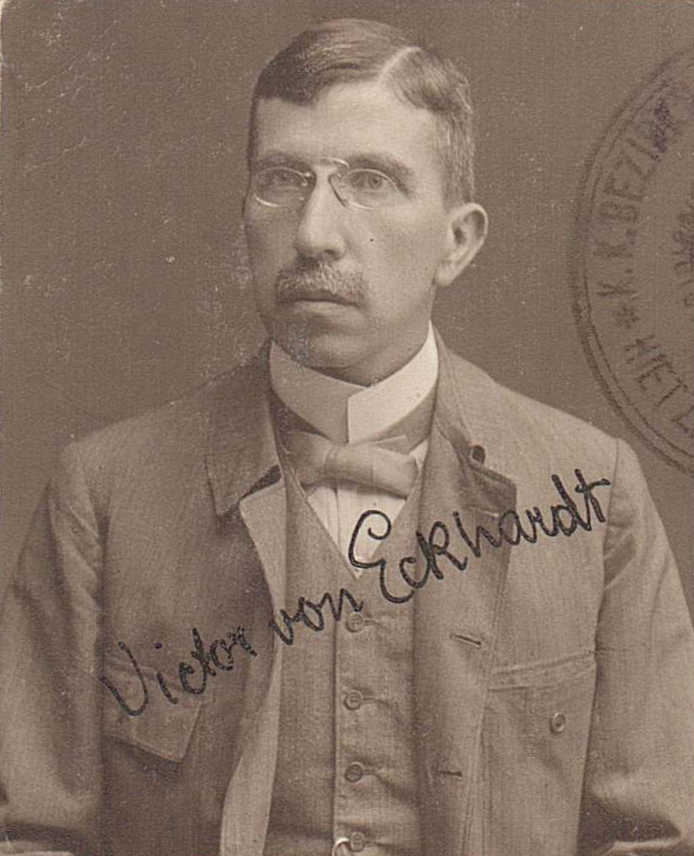
Victor von Eckhardt (1915)

## Familie
Seine Eltern waren Gustav Eckhardt von Eckhardsburg und Mathilde, geb. Peche. Die Familie lebte am Prager Malteserplatz im Palais Turba, dem heutigen Sitz der Japanischen Botschaft.
Der Vater war als k.k.Hauptmann um 1850 in Florenz, Ferrara, Bologna und Piacenza eingesetzt gewesen. Von 1862 bis 1866 diente er als Oberst und Befehlshaber der österreichischen Truppen in der Bundesfestung Rastatt (am Rhein).
Victor hatte drei Brüder:
- Josef (1854–1894), Hauptmann, geboren in Piacenza, Adjutant von Kronprinz Rudolf
- Carolus (1855–1936), geboren in Prag, Oberarzt der Reserve, Arzt in Smichov (Prag)
- Gustav (1861–1937), Generalmajor

Victors Urgroßvater, Philipp Eckhardt (1737–1817) stammte aus Pressburg und wurde von Kaiser Franz 1814 in den Adelsstand erhoben. Seither lautet der Familienname „Eckhardt von Eckhardsburg“.
Seine gute Schulbildung sowie das Leben in der sprachlich vielfältigen Monarchie ermöglichten Victor Eckhardt von Eckhardsburg hervorragende Kenntnisse des Deutschen, Tschechischen, Französischen, Englischen und Italienischen, sowie die Fähigkeit sich auch auf Serbokroatisch zu verständigen. Die Korrespondenz mit seinem späteren Schwiegervater, einem Französischprofessor, erfolgte in feinstem Französisch.
Am 9. September 1888, also im Alter von 24 Jahren, kam er einmal in eine schwierige Situation, aus der ihn erst sein Onkel mütterlicherseits Karl Ritter von Peche, Geniechef, befreien konnte. Aus heute unbekannten Gründen wurde er nämlich in Premỷsl (Polen) arretiert. Die Zeichnung dazu zeigt die Brücke über den San und den Blick auf das Zamek (Schloss) Premỷsl samt der Notiz „Aufklärung und Befreiung durch Onkel Pips“, mit genauem Datum.

### Leben
Victor von Eckhardt lebte bis 1903 in Prag, ab 1904 in Perchtoldsdorf, seit 1921 im „Haus zur Fronleichnamszeche“, erbaut im Jahr 1564, Elisabethstraße 18.
Er war verheiratet mit Johanna, geb. Wawra (1894–1975), Tochter von Ferdinand Wenzel Wawra, Französischprofessor am Mädchenlyzeum in Wr. Neustadt, und Johanna Gottlieb aus Graz.
Victor hatte eine Tochter, Thorvi Elisabeth, (geb. 1921 in Wien; gest. 1979), Universitätsprofessorin am Institut für Osteuropäische Geschichte und Südostforschung der Universität Wien (Studium in Wien, München und Sofia: Kunstgeschichte, Slawistik).
In Perchtoldsdorf waren Victor und seine Frau u. a. mit der Familie Boeckl befreundet, dann mit dem Maler Hans Larwin, (1873–1938) und dessen Frau Ina. Ferner mit der Familie Ferdinand Schirnböck, dem Kupferstecher (1859–1930). Alle in der Elisabethstraße wohnhaft sowie mit dem Keramiker Hugo Franz Kirsch in Wien-Mauer.
Eckhardt starb 1946 im Alter von 81 Jahren in Perchtoldsdorf, das von 1938 bis 1954 zu Groß-Wien gehörte.

## Werdegang als Künstler

### Ausbildung
Eckhardt belegte von 1880 bis 1881 Studien an der Prager Kunstakademie, von 1881 bis 1884 an der Wiener Akademie bei Christian Griepenkerl und August Eisenmenger, von 1885 bis 1890 an der Münchener Akademie bei Nikolaus Gysis und Sándor Wagner (Alexander Wagner) sowie von 1894 bis 1896 an der Akademie in Karlsruhe und Woerth am Rhein bei Leopold Graf von Kalckreuth und Heinrich von Zügel.
In der Zeit des Ersten Weltkrieges war Eckhardt als Kriegsmaler Mitglied der Kunstgruppe im k.u.k. Kriegspressequartier und im Kavalleriekorps an der Wolhynischen Front (im NW der Ukraine). Er begleitete öfter seinen Bruder Gustav (den späteren Generalmajor) an verschiedene Frontabschnitte, um zu zeichnen. So in die Ukraine und nach Bosnien. Aus seiner Zeit als Kriegsmaler sind nur wenige Werke erhalten, beispielsweise im Wiener Heeresgeschichtlichen Museum ein Porträt von Generalstabschef Franz Conrad von Hötzendorf aus dem Jahr 1916 (Kohlezeichnung auf Karton).
Die schwierige finanzielle Lage der bildenden Künstler in den 1920er und -30er Jahren brachte es mit sich, dass er und viele seiner Freunde und Kollegen Auftragsarbeiten annehmen mussten. So war er in den 1930er Jahren Illustrator für das „Österreichische Soldatenblatt“.
Seine große Liebe galt den Pferden, die er sogar in Porträts darstellte. Besonders interessierte ihn die Rasse der Kladruber Pferde, die durch ihre „Ramsnase“ gekennzeichnet sind. Mehrere Aufenthalte in Kladrub an der Elbe, besonders im Gestüt Slatiňany sind durch Zeichnungen, Gemälde und Skizzen belegt.
Aber auch in Piber in der Steiermark war er als Zeichner der Lipizzaner tätig.
Seine unzähligen Skizzenbücher, die leider nicht annähernd chronologisch geordnet sind, ergeben ein anschauliches Bild der Epoche der Österreichischen Monarchie in ihren letzten Jahrzehnten.

Auch nach seiner Ausbildung in Karlsruhe, bzw. Woerth blieb Victor von Eckhardt noch länger in Briefkontakt mit seinem verehrten Lehrer.
Bei Heinrich von Zügel wurde die „plein air“ Malerei gepflegt, Atelierarbeiten wurden nur bei anhaltendem Schlechtwetter zugestanden.
Hier aus einem Brief an seinen Bruder Gustav (1895):
„Noch will ich Dir mein Erlebnis bei der letzten Modellsitzung am 1. Mai erzählen. Schramm u. ich nahmen uns früh unsere Ziege, die mir wie ein Hund nachläuft, mit in den Wald – ich wollte ein Frühlingsbild mit Ziegen anfangen. Als mich um 12 h Schramm verließ, blieb ich noch allein malend – die Ziege graste am Rand des Kiefernwaldes, unter Weidengebüsch. Nach etwas einer Viertelstunde fing das arme Thier an zu schreien – bald darauf kamen zwei kohlschwarze Böcklein zur Welt, die bald von der Mutter abgeleckt, munter herumsprangen – es war eine ungewöhnliche Situation! Bis Abends mußte ich bei der neuen Ziegenfamilie bleiben – umso mehr, als uns ein Fuchs in nächster Nähe umschlich, vom Meckern angelockt. Jetzt sind die Kleinen gut untergebracht im Pferdestell beim Rössel.
Eine Gratulat. Karte unseres Collegen Freytag lege ich des Curiosums wegen bei: -bin zu eilig um darüber zu schreiben… 2000 Grüße für heute,“
„Dein treuer Bruder Victor“
Auf dieser Gratulationskarte gibt es eine reizende Karikatur, die Victor mit Ammenhäubchen und Babyfläschchen am Kindbett der Ziege zeigt.
Eine andere Karikatur, die man „Chefvisite im Ziegenstall“ nennen könnte, zeigt den Maler als Stallburschen mit zwei Bürsten in Händen vor der sauber gebürsteten und fast pferdegroßen Ziege. Er steht stramm vor dem streng drein blickendem „Chefarzt“.

### Mitgliedschaften
- Deutsch-Böhmischer Künstlerbund in Prag
- Künstlerbund Karlsruhe
- Hagenbund 1902–1922 (1900 als Gast im Rahmen des Wiener Künstlerhauses)
- Wiener Künstlerhaus seit 1923

### Auswahl von Ehrungen und Preisen
- 1891 Ehrendiplom der Internationalen Kunstausstellung Zagreb
- 1900 Ehrenpreismedaille Eger
- 1935 N.Ö. Landeskunstpreis
- 1937 Österr. Staatspreismedaille
- 1944 Goldener Lorbeer des Wiener Künstlerhauses

## Werke
Werke befinden sich u. a. in der Österreichischen Galerie Belvedere; Albertina; Österreichisches Heeresgeschichtliches Museum; Wien Museum; N.Ö. Landesmuseum; Rudolphinum Prag; Museum moderni umeni, Prag; Schloss Slatiňany, Hippologisches Museum, Tschechien; Den Haag Haags Gemeente Museum; Perchtoldsdorf, Sammlung der Marktgemeinde.

### Zeichnungen

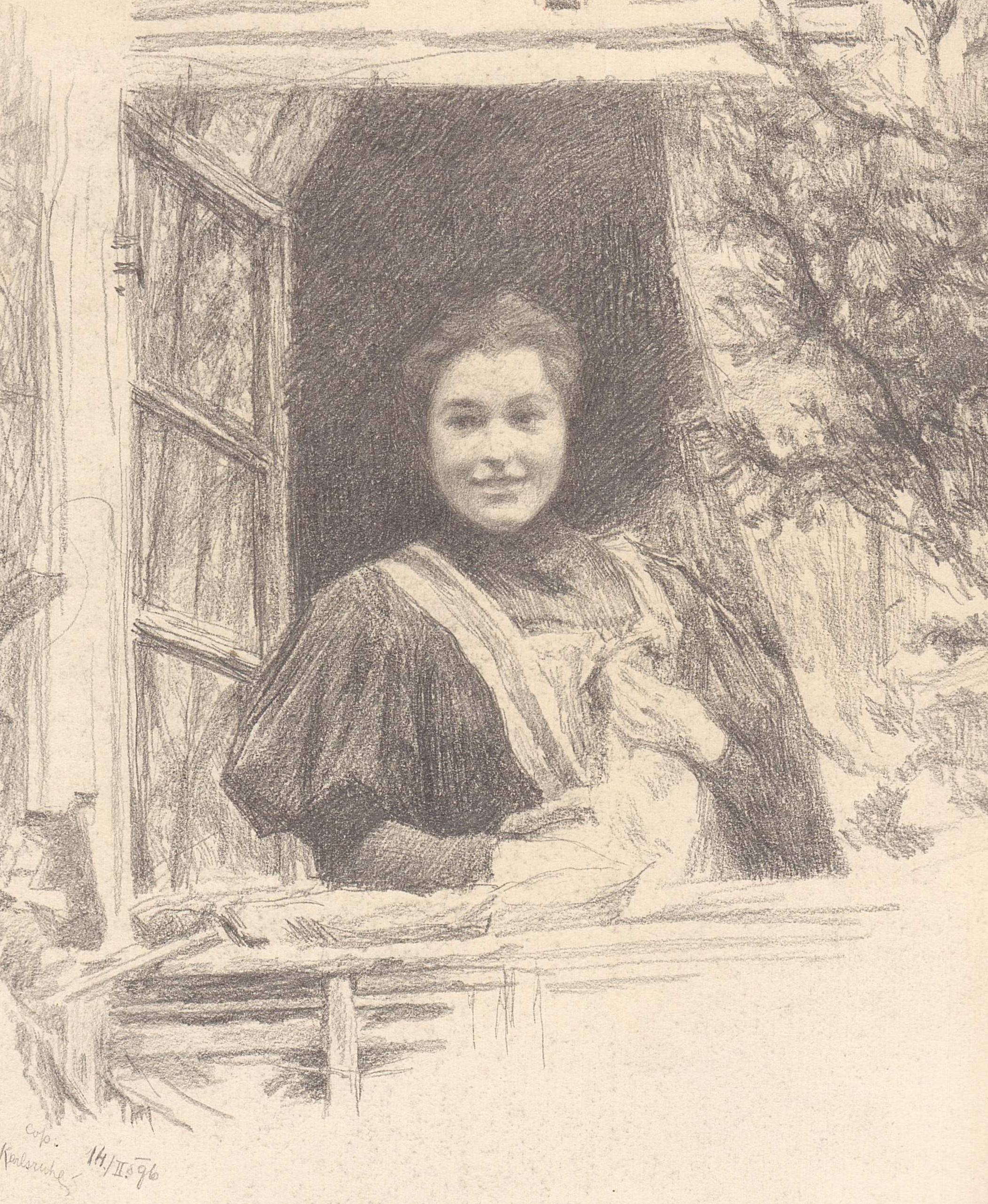
Mädchen im Fenster, Karlsruhe 1896
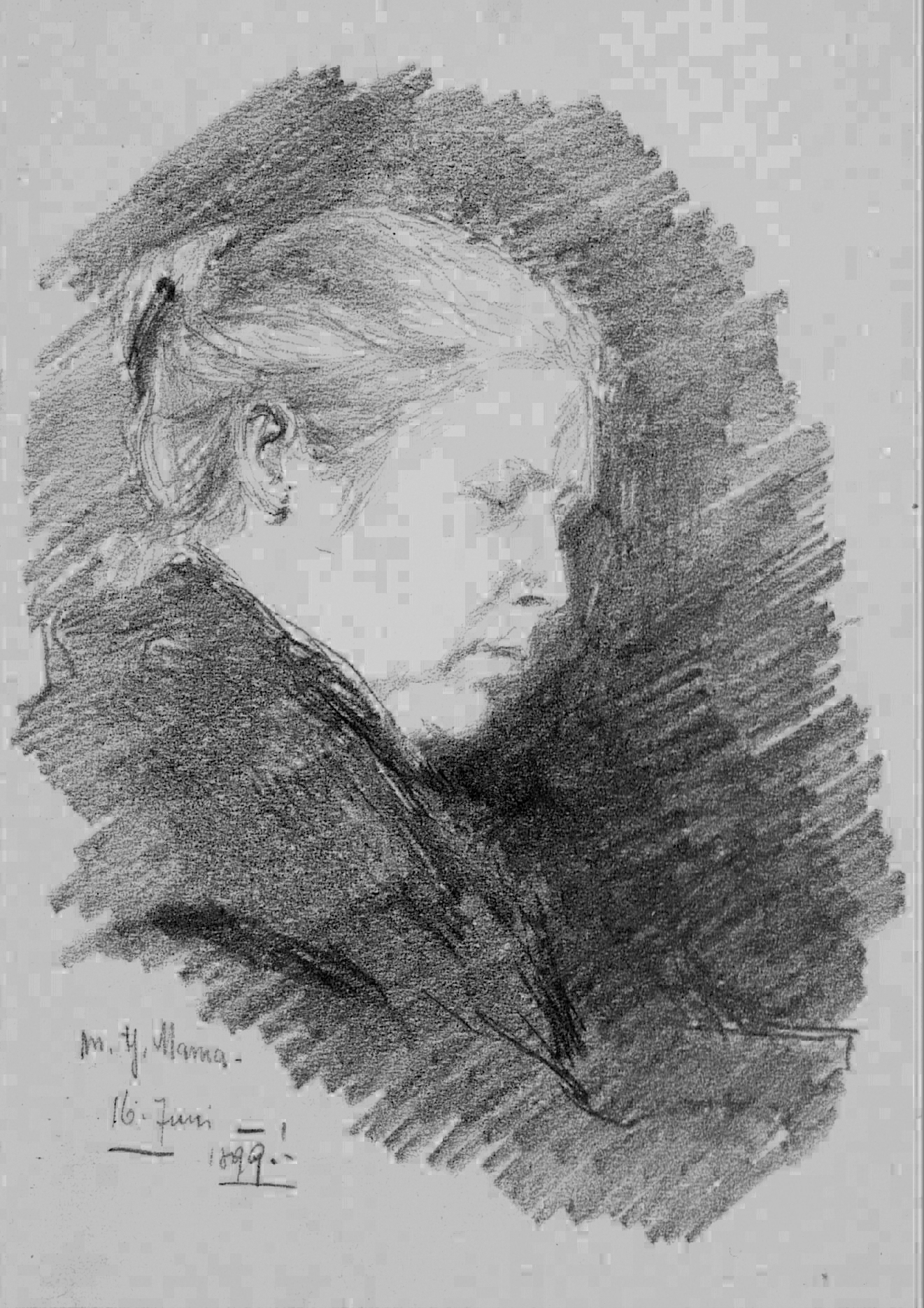
Die Mutter des Künstlers, Prag 1899
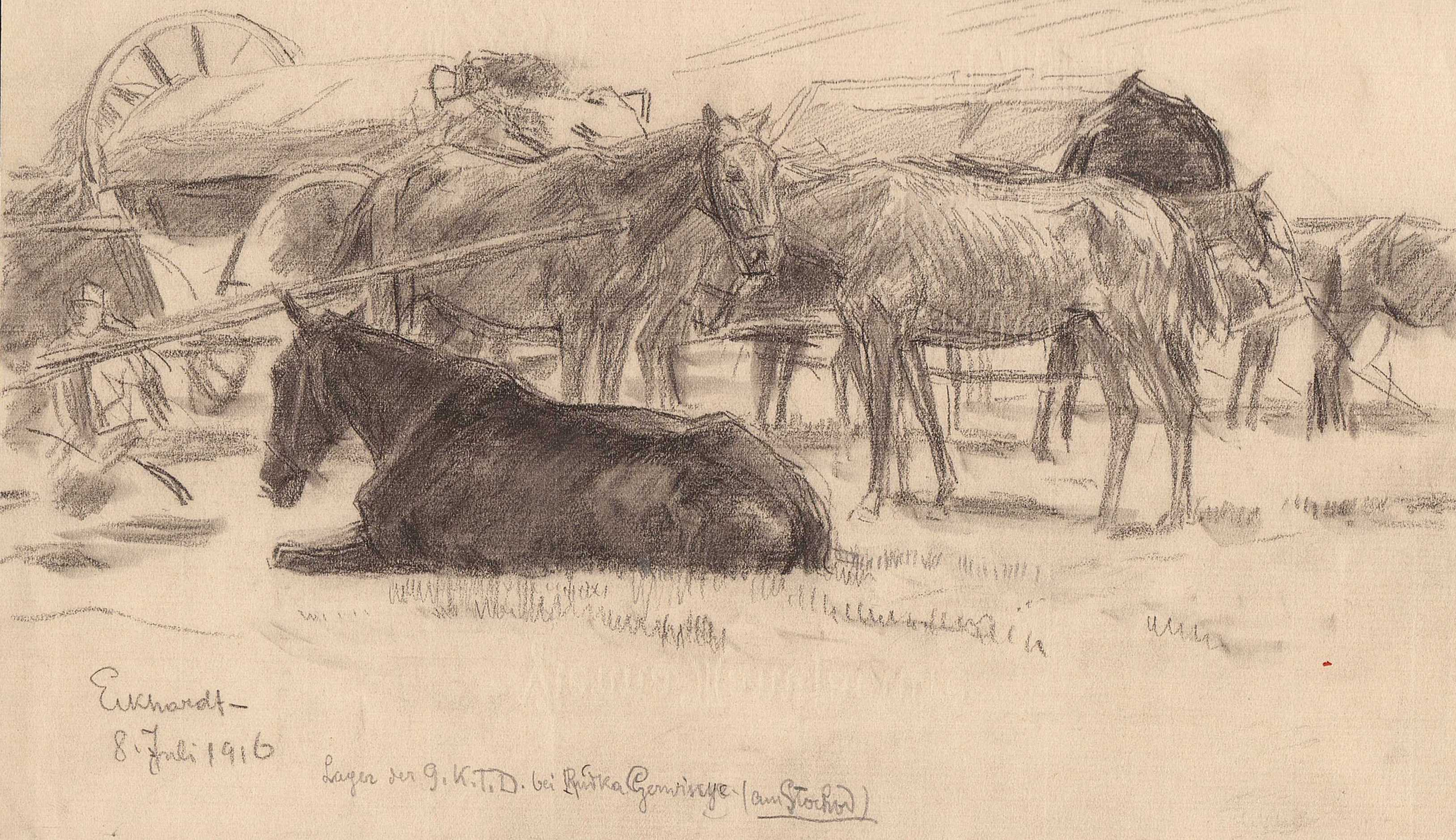
Lager am Stochod, Wolhynien

### Aquarelle

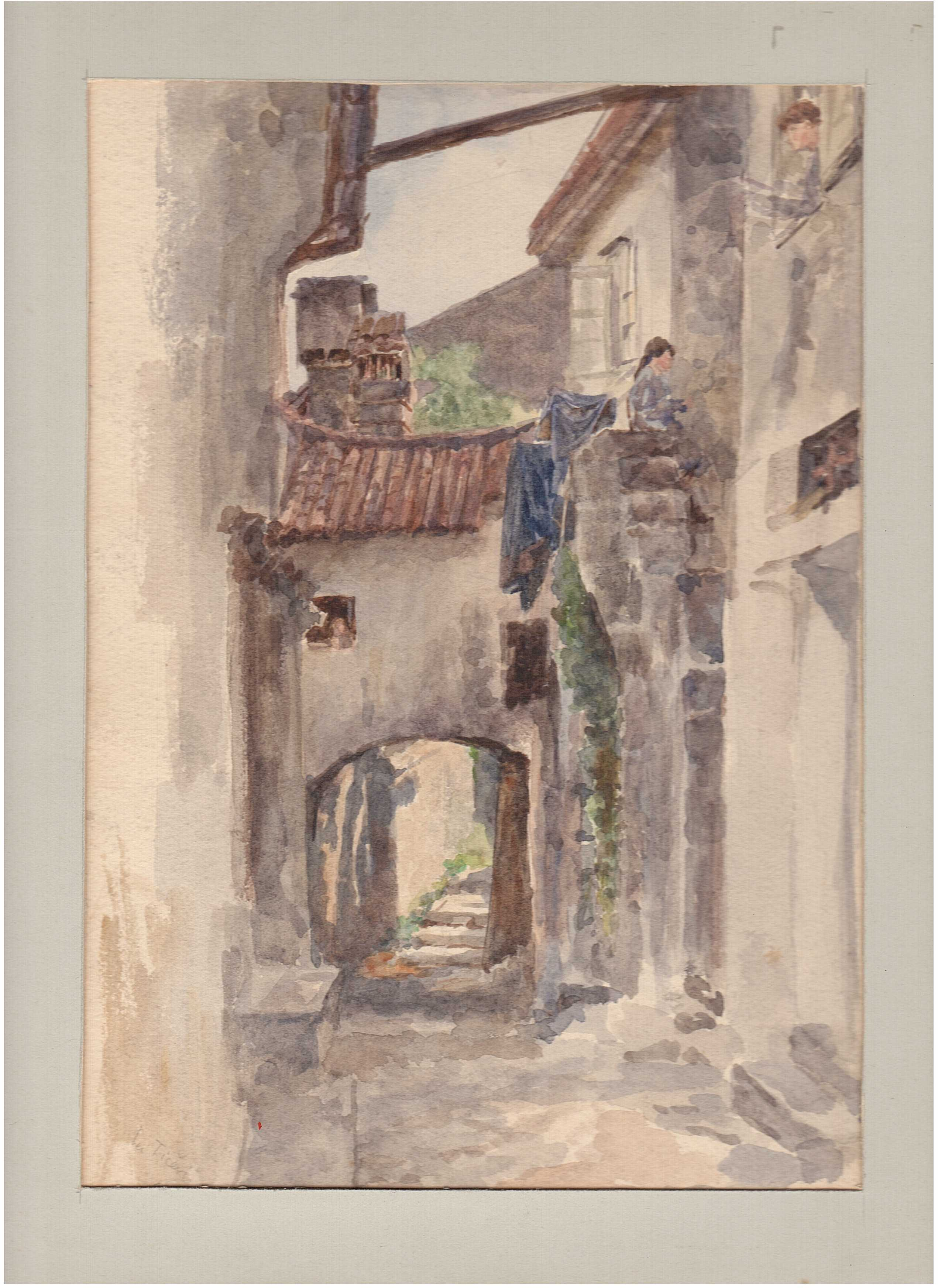
Dalmatien
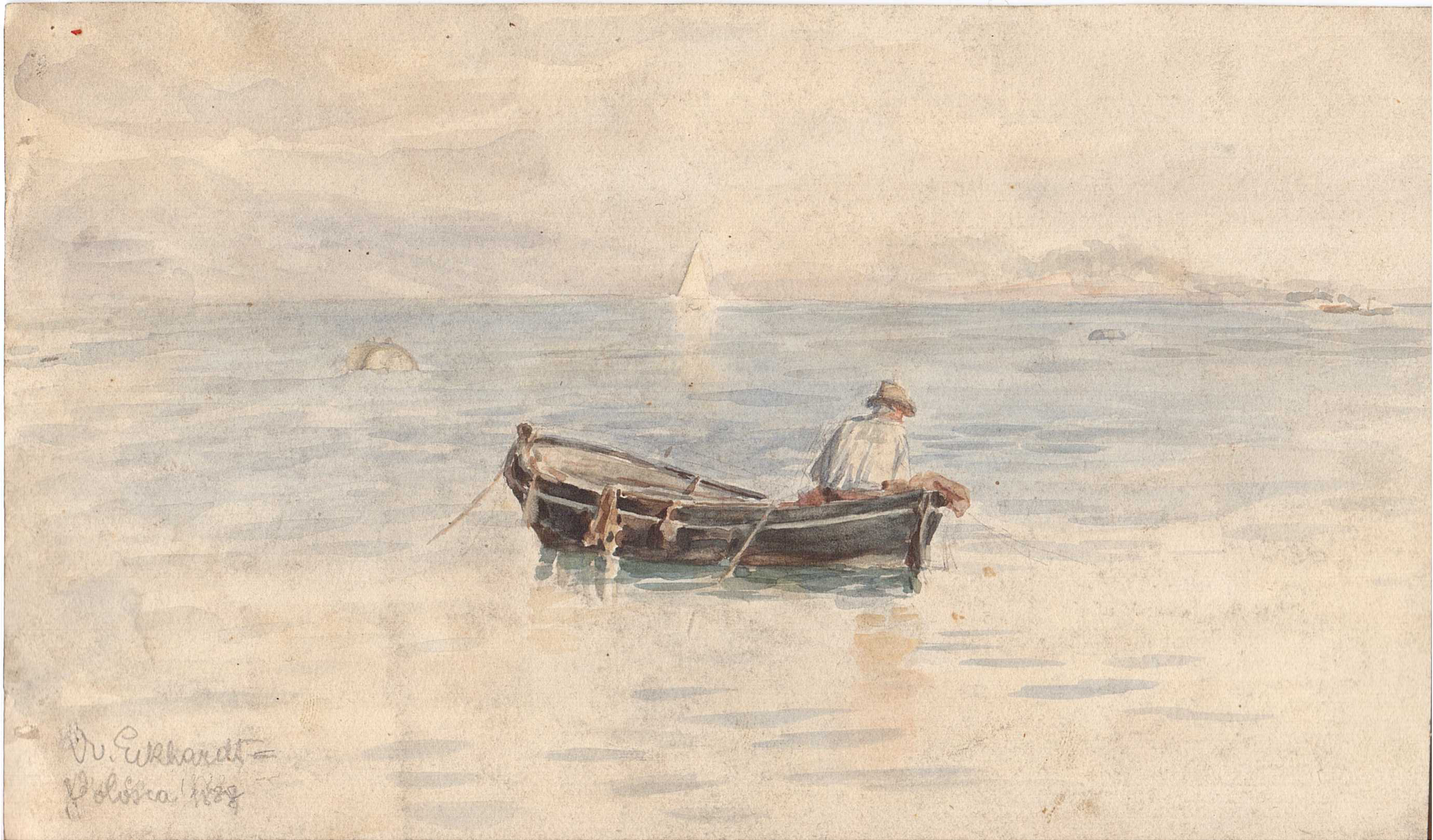
Fischerboot bei Volosca

### Ölbilder

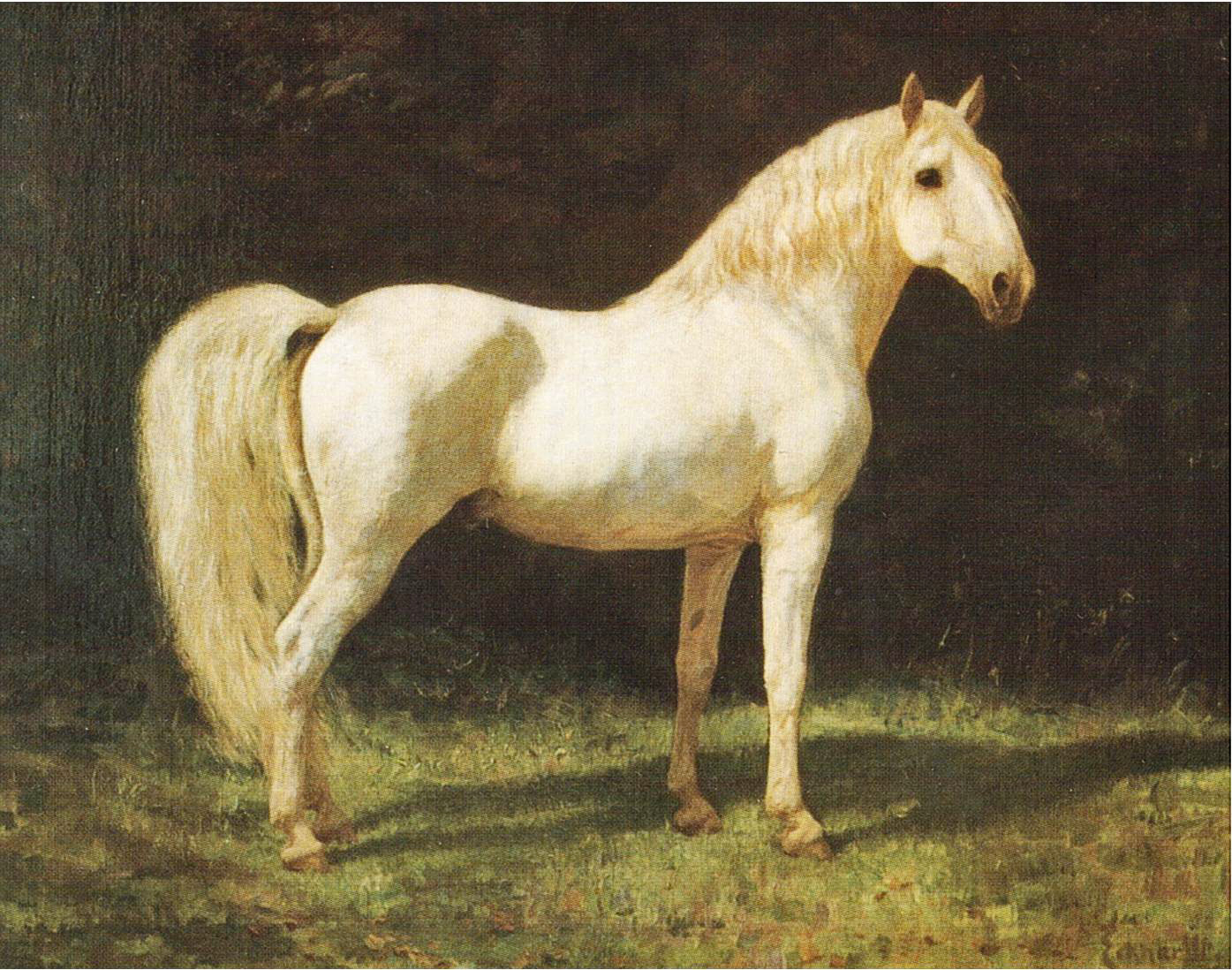
Kladruberhengst Generale Alba XIII, 1901
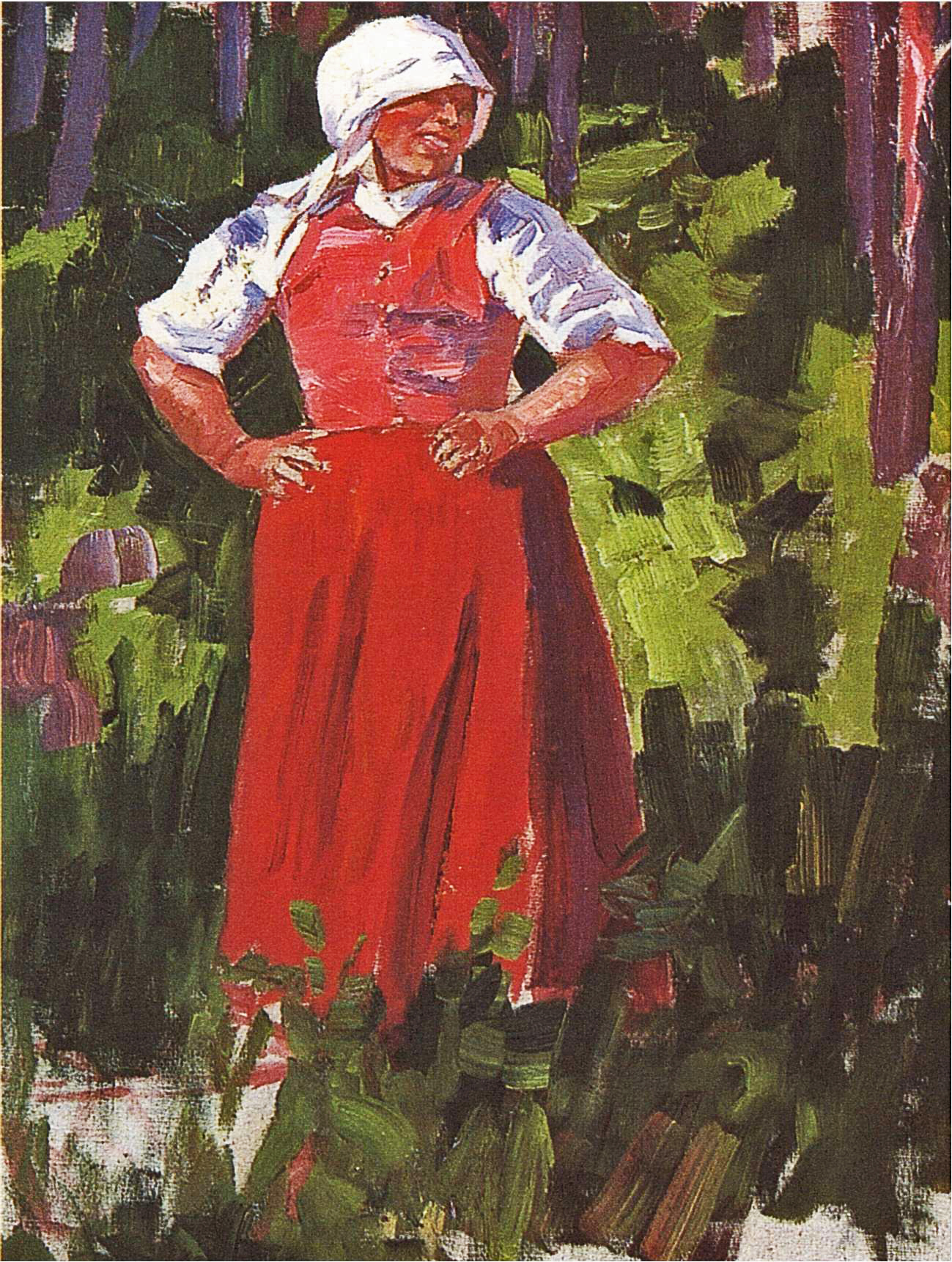
Bäuerin, Woerth am Rhein, 1896
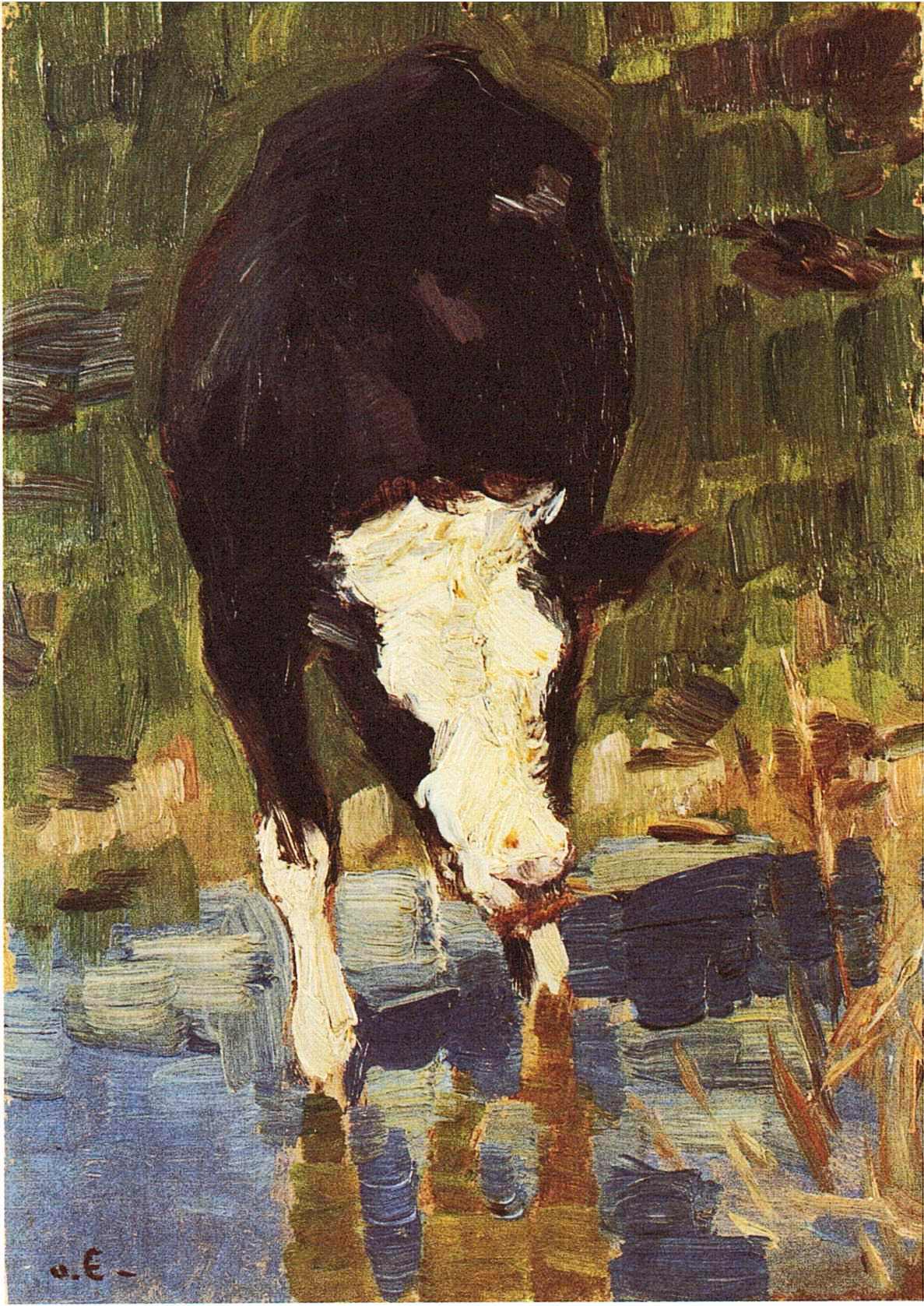
Kuh am Wasser
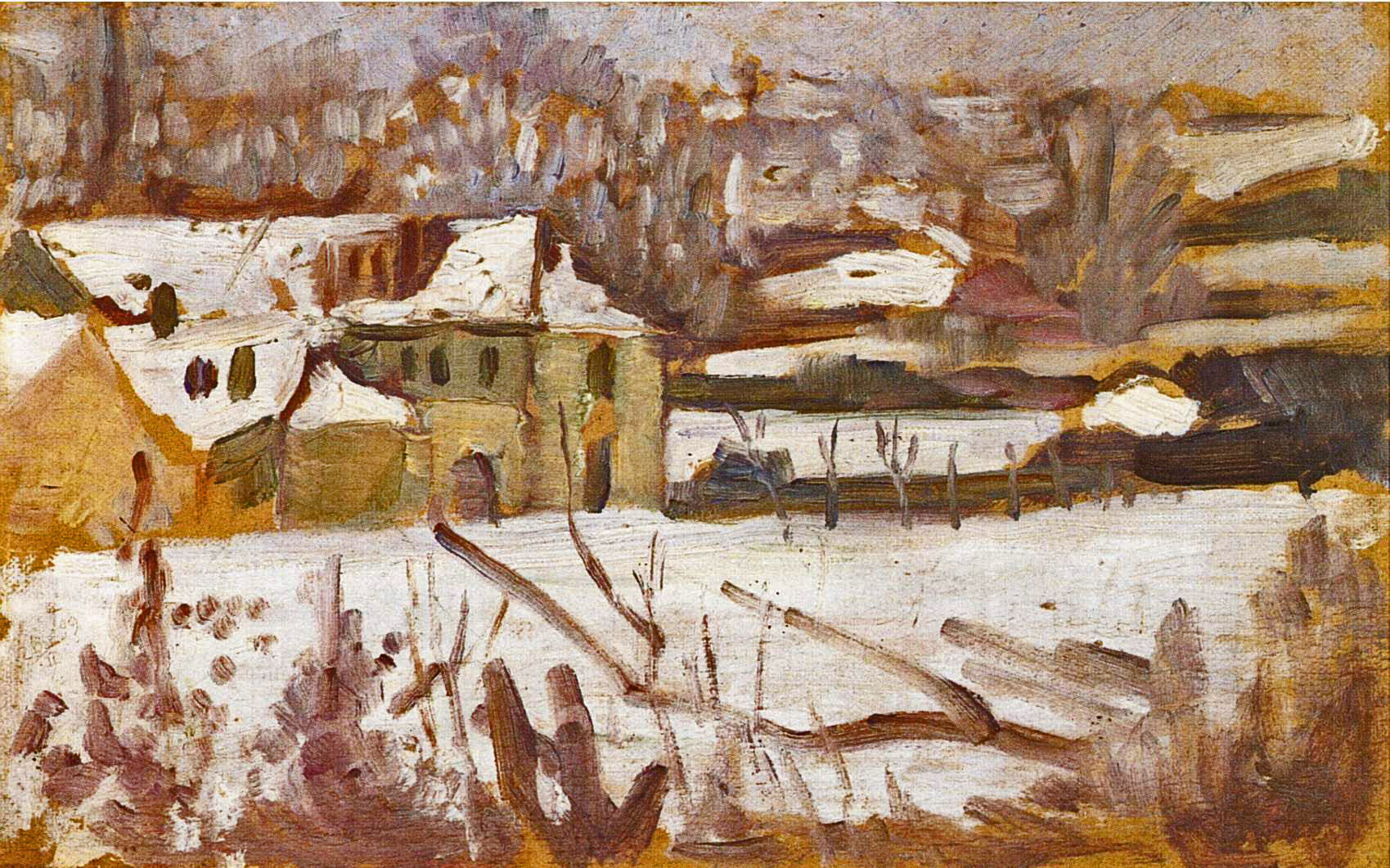
Winterlandschaft in Perchtoldsdorf
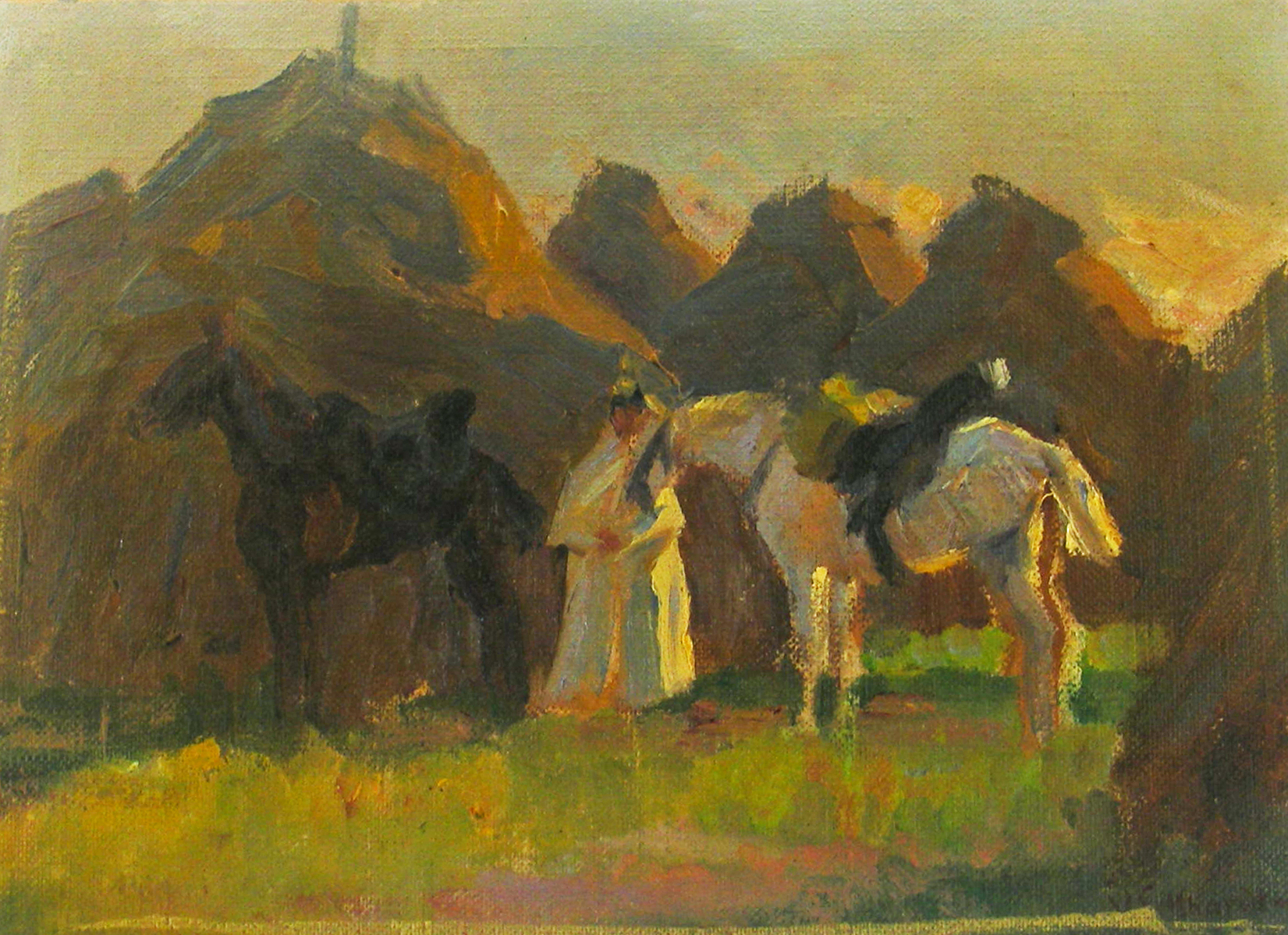
Rast bei den Heuschobern
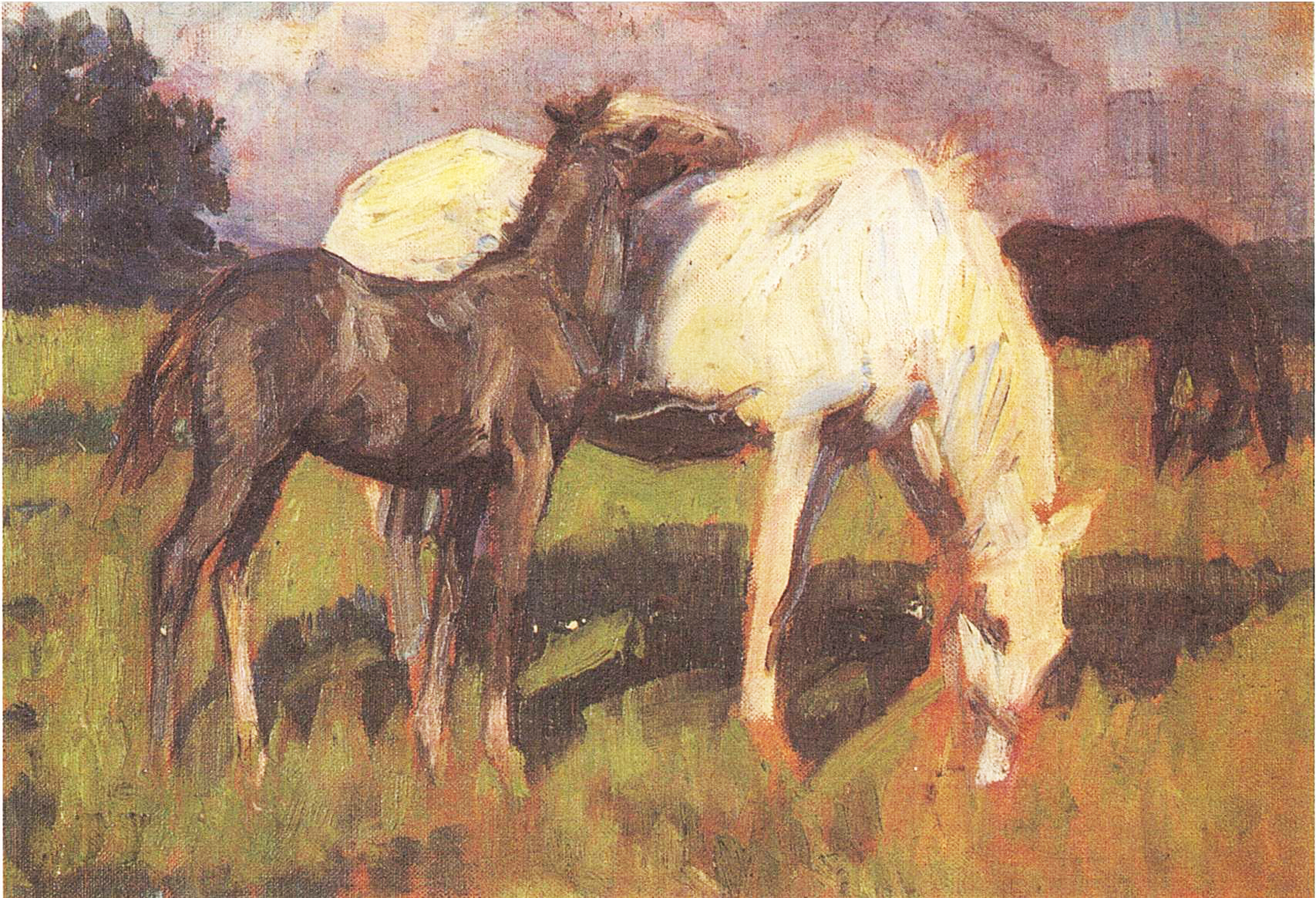
Kladruber Stute mit Fohlen
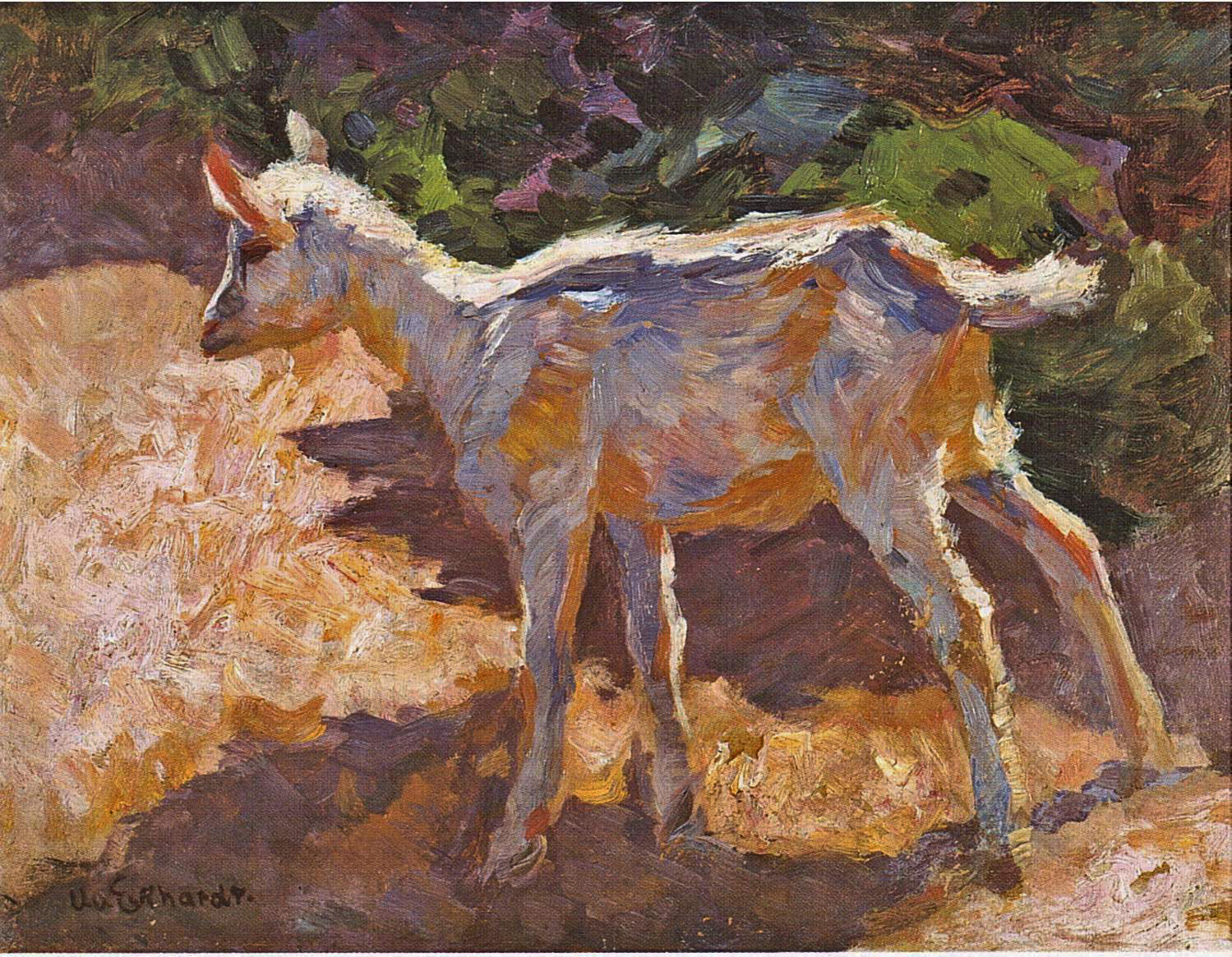
Junge Ziege
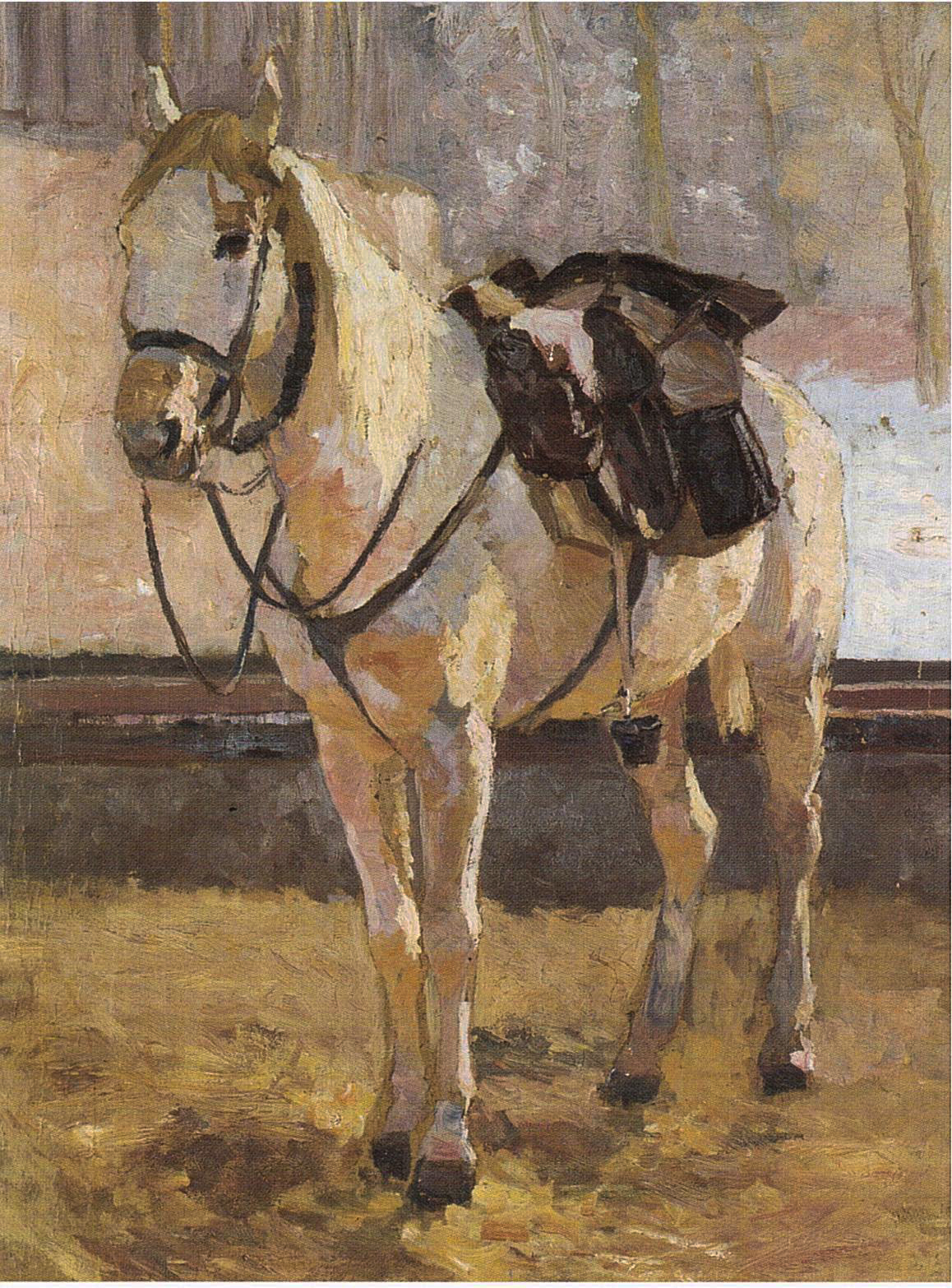
Schimmel unterm Sattel

### Radierungen

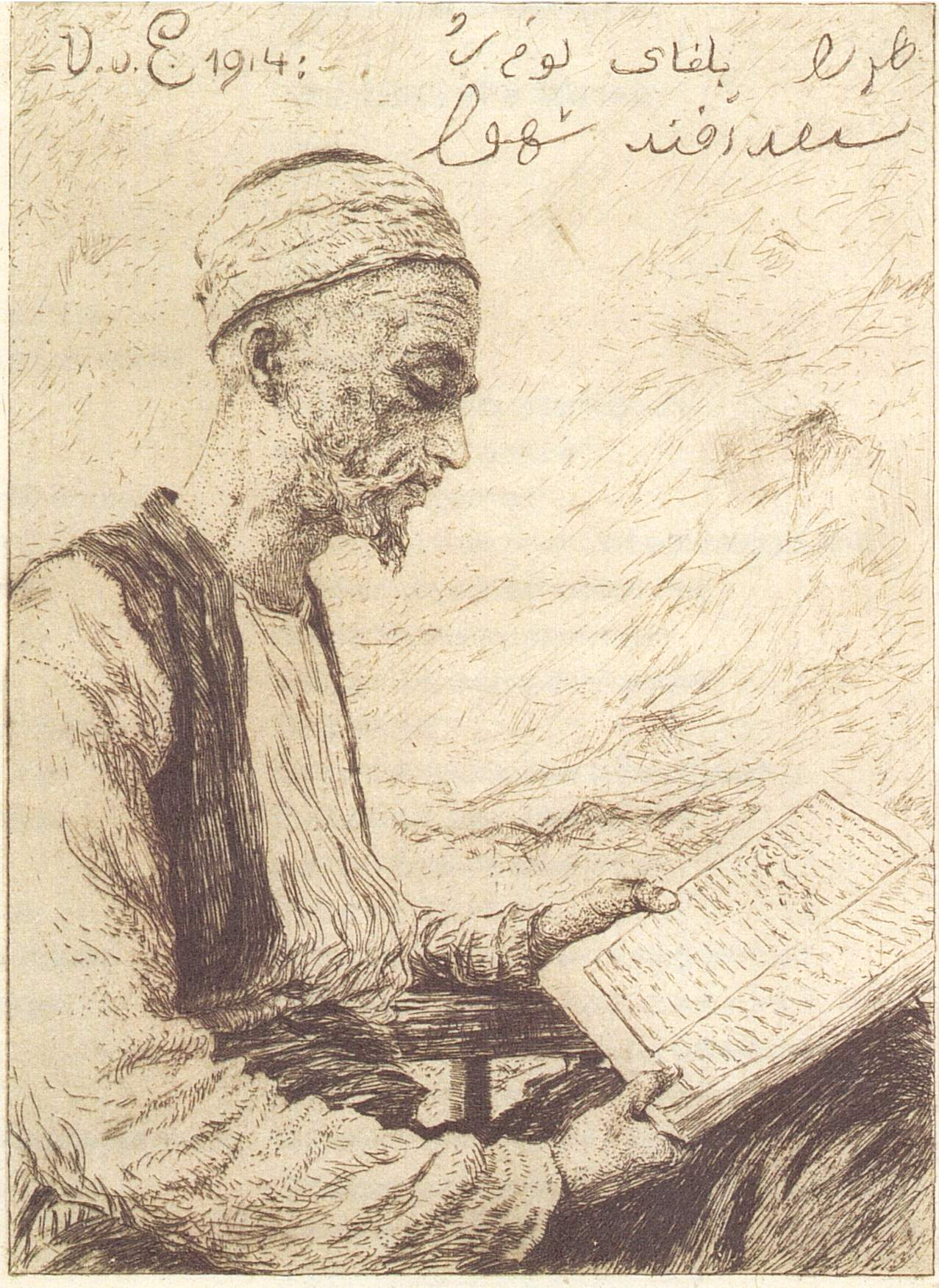
Wächter der Moschee, 1914 (signiert)

## Ausstellungen

### Zu Lebzeiten
Auswahl:
- III. Internat. Ausstellung des Wiener Künstlerhauses 1894[4]
- Jubiläumsausstellung des Wiener Künstlerhauses 1898[5]
- 61. Jahres-Ausstellung des Kunstvereins für Böhmen in Prag 1900[6]
- 62. Jahres-Ausstellung des Kunstvereins für Böhmen in Prag 1901[7]
- Eröffnungsausstellung des Hagenbundes 1902 und weitere im Rahmen des Hagenbundes[8][9][10][11]
- Internat. Kunstausstellung in Venedig 1907
- Künstlerhaus Rudolfinum Jubiläumsausstellung 1908[12]
- Kunstauktion im Palais Auersperg 1917[13]
- 50. Ausstellung der Wiener Secession mit Kollektion des Hagenbundes 1918[14]
- 46. Jahresausstellung des Wiener Künstlerhauses 1925[15][16]
- Exposición de Arte Austriaca Buenos Aires 1927[17]
- 51. Jahresausstellung des Wiener Künstlerhauses 1930[18][19]
- Jubiläumsausstellung des Wiener Künstlerhauses 1942[20]

### Posthum
- 1987 Personale in Perchtoldsdorf
- 1989 Sonderausstellung im Anton-Hanak-Museum: Künstler des Hagenbundes
- 1991 Sonderausstellung im Anton-Hanak-Museum: Das Tier in der bildenden Kunst
- 1996 Anton-Hanak-Museum Sonderausstellung: V.v. Eckhardt